# Bruno Carvalho
Bruno Segadas Vianna de Carvalho, detto Bruno Carvalho (Rio de Janeiro, 26 marzo 1974), è un ex calciatore brasiliano, di ruolo difensore.

## Carriera

### Club
Dopo il debutto con la maglia del Vasco da Gama, continuò la sua carriera in Brasile quando, nel 2003, ricevette un'offerta dal Livingston. Non gli venne concesso il permesso di lavoro, così si trasferì in Svezia, al Djurgården.
Nel giugno 2007, ha firmato un contratto con l'América (RJ).

### Nazionale
Con la Nazionale di calcio del Brasile ha giocato e vinto il campionato del mondo Under-20 1993. Conta 4 presenze in Nazionale maggiore.

## Palmarès

### Club

#### Competizioni nazionali
- Campionato Carioca: 6

Vasco da Gama: 1993, 1994, 1997
Flamengo: 1999, 2000, 2001
- Taça Rio: 1

Vasco da Gama: 1996
Flamengo: 2001
- Taça Guanabara: 1

Vasco da Gama: 1997

#### Competizioni internazionali
- Coppa Mercosur: 1

Flamengo: 2001

### Nazionale
- Mondiale Under-20: 1

Australia 1993